# Domenico Tibaldi
Domenico Tibaldi (Bologna, 1541 – Bologna, 1583) è stato un architetto, pittore e incisore italiano.

## Biografia
Figlio di Tebaldo e fratello di Pellegrino fu una delle personalità più importanti del Manierismo bolognese. La sua opera fu influenzata soprattutto dal fratello e dal Vignola.
Tre le sue creazioni architettoniche più importanti si annoverano l'inizio del rinnovamento della Cattedrale di San Pietro con la costruzione della cappella maggiore e del cortile del vicino palazzo dell'Arcivescovado (1575), il palazzo Magnani (1576-87) oggi sede dell'Unicredit e il palazzo Mattei (1578).
Come edifici pubblici realizzò il palazzo della Gabella Nuova (1574), atto alla raccolta di tasse doganali che servivano a finanziare lo Studio Bolognese (futura Università di Bologna).
Fu anche incisore creando riproduzioni del Tiziano, Parmigianino e del Passerotti e insegnò quest'arte a Agostino Carracci.
Dopo la morte, avvenuta in giovane età, fu sepolto nella chiesa dell'Annunziata a Bologna.